# Xactly Corporation
Xactly Corporation — SaaS компания, которая предоставляет свои сервисы и услуги основанные на облачных вычислениях.
Штаб-квартира расположена в Сан-Хосе, Калифорния. Имеются офисы в Денвере, Вашингтоне, Лондоне и Бангалоре.